# Tahira-hanuma Tuzlić
Tahir-hanuma Tuzlić (? – 23. kolovoza 1922.),  dobrotvorka, vakifa velikog vakufa. Dolazi iz begovske obitelji Tuzlića.

## Životopis
Unuka Mahmud-bega i kći Osman-bega. Braća su joj bili Mehmed i Šemsi, a sestre Zuhra i Hafiza.  Udala se za Bećir-bega Gradaščevića. Obudovila je bez potomstva. Godine 1907. uvakufila je brojne nekretnine i posjede u "..dobrotvorne, bogougodne i prosvjetne svrhe". Objekte i posjede upisala je na tuzlanskom Šerijatskom sudu u vakuf. Za muteveliju je izabrala Esad-efendiju Kulovića. Njen je vakuf jedan od najvećih u tuzlanskom kraju, pored mnoštva drugih velikih i malih vakufa. U njemu su se našli kuće, bašče, dućani i magaze, zgrada Kotarskog predstojništva koju je držala pod zakupom, oko 12 njiva, livada i avlija. Zahtijevala je da se vakuf zove Evladijet-vakuf. Tahira je udomila i othranila Osmana Vilovića, koji je rano ostao sirotan. Vilović je poslije bio tuzlanski gradonačelnik (1908. – 1922.). Tahira je umrla 23. kolovoza 1922. godine.[nedostaje izvor] Sestra Hafiza oproučno je ostavila značajna sredstva za obnovu Jalske džamije u Tuzli. 1891. godine džamija je temeljito obnovljena. Tahira-hanuma je pokopana na lijevoj strani ulaza u Jalsku džamiju. Mezar joj obilježavaju lijepo ukrašeni nišani.